# Rafael Cabrera Malo
Rafael Cabrera Malo (Zaraza, 1870-Caracas, 1935) fue un escritor, político y abogado venezolano.

## Biografía
Nació en 1870 en Zaraza. Abogado, fue colaborador de El Cojo Ilustrado y El Liberal, donde escribió cuentos, discursos y novelas cortas. En palabras de Julio Cejador y Frauca, «fué novelista de viva y romántica imaginación, buen manejador del castellano, algo oratorio, á veces poético, imitador de Víctor Hugo y Zola». Entre sus obras se encontraron títulos como Mimí (1898) y La guerra (1906). Cabrera Malo, a quien Pedro Díaz Seijas consideraba hacia finales del siglo XX «un novelista olvidado», había fallecido en 1935 en Caracas.